# New Super Mario Bros. Wii
New Super Mario Bros. Wii is een platformspel voor de Wii, ontwikkeld en uitgegeven door het Japanse bedrijf Nintendo. Het is het officiële vervolg op New Super Mario Bros. voor de Nintendo DS en het eerste computerspel voor een thuisconsole dat gebruikmaakt van side-scrolling sinds de uitgave van Super Mario World voor de SNES in 1990.
De plot is zoals in veel Mario-spellen. Princess Peach wordt ontvoerd door Bowser en Mario rent door de levels heen om uiteindelijk Bowser te verslaan. Terwijl hij reist door de negen werelden met in totaal 88 levels, verslaat hij Bowsers kinderen, de Koopalings en Bowser Jr..
New Super Mario Bros. Wii werd voor het eerst gepresenteerd voor het grote publiek tijdens de E3-persconferentie van Nintendo op 2 juni 2009 in Los Angeles, Californië.

## Overzicht
New Super Mario Bros. Wii maakt gebruikt van diverse elementen uit New Super Mario Bros. en bevat een multiplayer-optie. In dit laatste kunnen maximum vier spelers het tegelijk tegen elkaar opnemen in bepaalde gevechtslevels. De multiplayer-optie wordt gespeeld in de classic style, wat inhoudt dat spelers hun Wii-afstandsbediening horizontaal moeten houden of met een nunchuk. Het bewegen, springen en aanvallen van een spelfiguur gebeurt via de knoppen, terwijl spelers door de Wii-afstandsbediening te schudden, andere spelers kunnen optillen en een draaiaanval kunnen uitvoeren in de lucht.
De spelers kunnen kiezen uit vier spelfiguren uit de Mario-serie: Mario (speler 1), Luigi en twee Toads: blauwe Toad en gele Toad . Spelers hebben de mogelijkheid om elkaar op te tillen en "weg te gooien". Als een speler sterft, kan hij alsnog meedoen wanneer een andere speler een luchtbel, met daarin de verslagen speler, stukmaakt. Voorwerpen komen voor in verschillende vormen: voorwerpblokken of luchtbellen die spontaan ergens in het beeld zullen verschijnen. Naast de standaardvoorwerpen werden er ook nieuwe voorwerpen toegevoegd. Het betreft hier de zogenaamde Propeller Suit, die spelers de mogelijkheid biedt om te vliegen, en de Penguin Suit, waarmee spelers vijanden kunnen bevriezen. De spelers kunnen ook Yoshi's berijden, zoals in de spellen Super Mario World en Super Mario World 2: Yoshi's Island. Het coöperatief spelen bevat ook competitieve elementen, zoals het verkrijgen van de meeste munten of punten. Dit idee is vergelijkbaar met de opzet in The Legend of Zelda: Four Swords. De eindstand van elke speler, inclusief de stand van het aantal verslagen vijanden, verzamelde munten en puntentotaal, wordt meegedeeld aan het einde van elk level. Ontwikkelaar Shigeru Miyamoto heeft bevestigd in een interview tijdens de E3 2009 dat het spel geen online-multiplayerfunctie zal ondersteunen. New Super Mario Bros. Wii wordt het eerste spel dat "demo play" zal bevatten. Hierbij kunnen spelers het spel pauzeren, het spel voor hen het level laten completeren en het spel hervatten na een pauze-inzetting.

### Super Guide
Dit is het eerste spel met de "Super Guide". Als de speler acht keer achter elkaar in de eenspelersmodus af gaat, verschijnt er een groen blok. Als de speler dit blok activeert, zal een computergestuurde Luigi de speler laten zien hoe hij dit level kan voltooien. De speler mag de "Super Guide" onderbreken en het zelf gaan proberen. Nadat Luigi het level heeft voltooid, krijgt de speler de mogelijkheid om het level opnieuw te proberen of om het level helemaal over te slaan, maar Luigi zal geen Star Coins of geheime uitgangen ontdekken. Ook in Super Mario Galaxy 2 is er een variatie op de Super Guide beschikbaar.

### Plot
Wanneer Mario, Luigi, een blauwe Toad en een gele Toad de verjaardag van Princess Peach aan het vieren zijn in haar kasteel, komt er een grote taart binnen. Meteen springen Bowser Jr. en de Koopalings eruit en ontvoeren ze Peach. Mario, Luigi en de Toads gaan er direct achteraan om Peach te redden. Nadat ze eindelijk Bowser hebben verslagen redden ze Peach.

### Werelden
- Wereld 1: Mushroom Plains (groene vlakten)
- Wereld 2: Sea of Sand (woestijn)
- Wereld 3: Penguin Playground (sneeuw en ijs)
- Wereld 4: Sparkle Ocean (tropische eilanden)
- Wereld 5: Toxic Forest (bos)
- Wereld 6: Stone Head Mountains (bergen)
- Wereld 7: Cloud Castle Courtyard (lucht)
- Wereld 8: Bowsers Volcano (vulkaan)
- Wereld 9: Rainbow Path (bonuswereld)

## De spelkarakters

### Hoofdrolspelende Personages

#### Protagonisten

##### Mario
De wereldberoemde game-held. In dit spel moet hij net als in de andere platformspellen weer Peach redden uit de handen van Bowser en Bowser Junior. Mario is een loodgieter van 30 jaar oud. Hij moet Bowser, Bowser Junior en de Koopalings in dit spel verslaan. Zijn krachten zijn: Vuur Mario, IJs Mario, Penguin Mario, Mini Mario en nog meer.

##### Luigi
Mario's jonge broertje en Mario's beste vriend. Hij is net als Mario een loodgieter, maar 29 jaar oud. Luigi helpt Mario om Peach te redden en Bowser te verslaan.

##### Blauwe Toad
Een mannetje met een blauwe paddenstoel op zijn hoofd. Hij helpt Mario, Luigi en gele toad om Peach te redden.

##### Gele Toad
De gele versie van Blue Toad met een gele paddenstoel op zijn hoofd. Eigenlijk ziet hij er net zo uit als Blue Toad, maar alles wat bij hem Blauw is, is bij hem geel. Hij helpt Mario, Luigi en Blue Toad om Peach te bevrijden. Hij is ook te zien in Mario Party 9.

##### Yoshi
Een soort dino en een andere vriend van Mario. Mario, Luigi, Blue Toad en Yellow Toad kunnen om hem zitten en rijden. In dit spel komt hij voor in deze kleuren: groen, geel, cyaan en roze. In tegenstelling tot de andere Mario spellen, kan de speler Yoshi niet uit het level meenemen.

##### Princess Peach
De prinses van het Mushroom Kingdom. Bowser Junior ontvoert haar en het is aan Mario en zijn vrienden om haar te redden. En het is die dag ook nog haar verjaardag.

#### Antagonisten

##### Bowser
Een Koopa die op een draak lijkt. Hij wil Peach ontvoeren en Bowser Junior en de Koopalings helpen hem. Bowser is de aartsvijand van Mario en zijn vrienden. In dit spel wordt hij extra groot en gevaarlijk.

##### Bowser Junior
Zijn vader Bowser geeft hem de taak om Peach te ontvoeren, samen met de Koopalings. Bowser Junior is Bowsers jongste zoon en hij blijkt zijn troonopvolger te worden.

##### Koopalings
Dit zijn de oudere zonen en dochter van Bowser, genaamd (in volgorde van tegenkomen) Larry Koopa, Roy Koopa, Lemmy Koopa, Wendy O. Koopa, Iggy Koopa, Morton Koopa Jr., en Ludwig von Koopa. Ze hielpen Bowser Junior om Peach te ontvoeren.

##### Goomba's
Dit zijn kleine bruine paddenstoelen. De Goomba's zijn de hulpjes van Bowser. Ze komen ook voor in grotere vormen: Super Goomba (bestaande uit twee Goomba's) en Mega Goomba (bestaande uit twee Super Goomba's).

##### Koopa Troopa
Schildpadden waarvan Bowser de koning is. Als Mario op hem springt blijft zijn schild over, en als hij daar tegenaan loopt, "schiet" het schild weg, waardoor alle Goomba's doodgaan. Als Mario dat niet doet, komt de Koopa Troopa na een tijdje weer uit zijn schild.

##### Paratroopa
Dit is een Koopa Troopa met vleugels. Als Mario hem raakt, verliest hij zijn vleugels en wordt hij een gewone Koopa Troopa

##### Dry Bones
Een skeletversie van Koopa Troopa. Hij wordt vaak gezien in torens en kastelen. Als Mario op hem springt gaat hij kapot, maar bouwt zich later weer op.

##### Kamek
Een Magikoopa die gezien wordt in kastelen om de Koopalings te helpen. In wereld 8 komt hij voor als Boss van de toren.

##### Boo
Boo is een spookje dat gezien wordt in Ghost Houses. Een Boo kan zichzelf onzichtbaar maken en kan overal doorheen. Als Mario naar hem kijkt, doet hij zijn handen voor zijn ogen, maar als Mario met zijn rug naartoe staat valt hij aan. Boo's kunnen niet geraakt worden met vuurballen of ijsballen en kunnen slechts gedood worden met sterkrachten.

### Minder Voorkomende Personages
- Toad: Een mannetje met een paddenstoel-muts die in Toadhuizen zit. Van hem kun je extra Power Ups krijgen. Soms moet je hem ook helpen. Bij dat level zit dan een wolkje met zijn hoofd erin. Hij roept dan “Help me!“. Hij is speelbaar in het blauw en in het geel. Hij draagt zo'n paddenstoel-muts omdat hij bij het Mushroom Kingdom hoort en de knecht van de ontvoerde Peach is.
- Piranha Plant: Deze vleesetende plant wil Mario en zijn vrienden opeten. Hij komt meestal uit buizen, maar soms ook van onder de grond. Spuwt ook wel vuurballen.
- Paragoomba: Dit is een Goomba met vleugels. Als je op hem springt verliest hij zijn vleugels en verandert hij in een Goomba.
- Big Boo: Een heel grote Boo, vrijwel gelijk aan de normale Boo. Hij is te vinden in spookhuizen.
- Pokey: Een beest dat in de woestijn leeft. Als Vuur Mario een vuurbal op zijn kop gooit, is het gedaan met Pokey. Lijkt op een staande cactus
- Lakitu: Een Koopa met een brilletje op die alle Spiny's naar beneden gooit. Hij zit altijd op een wolkje.
- Spiny: Hij wordt naar beneden gegooid door Lakitu. Spiny is een kleine Koopa die zichzelf beschermt met een schild met scherpe punten erop.
- Buzzy Beetle: Een Koopa die lijkt op Spiny, alleen heeft hij een blauw schild zonder scherpe punten.
- Podoboo: Een vuurbal die uit de lava komt in kastelen.
- Broozer: Broozer is een sterk spook met bokshandschoenen. Hij wil graag Mario knock out slaan.
- Cheep Cheep: Een rond visje dat zwemt in water of onderwaterlevels. Hij wil Mario en zijn vrienden opeten.
- Wiggler: Een rups die verschijnt in moerassen.
- Mega Wiggler: Een heel grote Wiggler en ook een rups.
- Bullet Bill: Een kanonschot dat wordt afgevuurt door Bill Blasters.
- Banzai Bill: De grote versie van Bullet Bill. Hij heeft scherpe tanden in zijn mond en is de grote broer van Bullet Bill
- Micro Goomba: Ook wel Mini Goomba genoemd. Micro Goomba is een piepkleine versie van Goomba. Ze gaan aan Mario hangen. Mario kan ze makkelijk verslaan (schudden), maar voor Mini Mario is het iets moeilijker (moet er op staan).
- Thwomp: Een steen die Mario wil pletten. Hij komt voor in kastelen.

## Ontwikkeling
New Super Mario Bros. Wii werd aangekondigd op de Electronic Entertainment Expo op 2 juni 2009. Het spel werd voornamelijk gecreëerd omdat ontwerper Shigeru Miyamoto vond dat men de singleplayergameplay voor meerdere spelers mogelijk moest maken. Deze ideeën waren immers niet haalbaar in de voorlopers van het spel. De hardware van de Wii maakt het mogelijk om alle vijanden en voorwerpen op één scherm te laten verschijnen en ook de camera kan alle spelers op hetzelfde moment in beeld brengen. De Koopalings en Bowser Jr. (de kinderen van antagonist Bowser, die reeds opdoken in vorige delen uit de serie van Super Mario Bros.) zullen de belangrijkste vijanden worden in het spel.

## Beoordeling
De game is beoordeeld met een score van 40/40 door het Japanse blad Famitsu en beoordeeld met een score van 97/100 door N1ntendo.nl